# Afonso Dhlakama
Afonso Dhlakama (1. ledna 1953 Mangunde – 3. května 2018 Gorongosa) byl mosambický voják a politik, vůdce hnutí RENAMO (Resistência Nacional Moçambicana, Mosambický národní odpor) v letech 1979 až 2018.

## Životopis
Narodil se jako syn vesnického náčelníka v provincii Sofala. Sloužil v koloniální armádě v roce 1974 se přidal k odbojovému hnutí FRELIMO. Po vyhlášení mosambické nezávislosti odmítl mocenský monopol FRELIMO a stal se jedním ze zakladatelů opozičního hnutí RENAMO. V roce 1977 vypukla občanská válka v Mosambiku, v níž RENAMO s podporou Rhodesie a Jihoafrické republiky bojovalo proti prosovětskému režimu FRELIMO. V roce 1979 zemřel první šéf RENAMO André Matsangaissa a Dhlakama se stal vrchním velitelem ozbrojených sil RENAMO, v roce 1988 převzal po zemřelém Evo Fernandesovi také funkci generálního tajemníka hnutí. Patnáct let trvaly krvavé boje, které si vyžádaly okolo milionu lidských životů a jednotky RENAMO, ovládající velkou část vnitrozemí, se v nich podle zprávy amerického ministerstva zahraničí dopouštěly četných teroristických útoků proti civilnímu obyvatelstvu. Válku ukončilo podepsání mírové dohody 4. října 1992 v Římě, po níž se RENAMO transformovalo v legální politickou stranu. Dhlakama za ni pětkrát neúspěšně kandidoval na úřad mosambického prezidenta. Zastával také funkci místopředsedy Centristické demokratické internacionály. V letech 2013 až 2014 konflikty mezi vládou a opozicí vyústily v sérii násilností, které se opakovaly v roce 2015 poté, co Dhlakama obvinil vládnoucí FRELIMO, že mu usiluje o život.
Zemřel ve věku 65 let na své základně v Gorongose na zástavu srdce. Jeho nástupcem v čele hnutí RENAMO se stal Ossufo Momade.
Hlásil se k římskokatolickému vyznání. S manželkou Rosálií zplodil osm dětí.

## Výsledky v prezidentských volbách
- 1994: 33,7 %
- 1999: 47,7 %
- 2004: 31,7 %
- 2009: 16,4 %
- 2014: 36,6 %